# Transplants (album)
Transplants è il primo album della band omonima formata dal cantante dei Rancid Tim Armstrong, dal rapper Rob Aston e dal batterista dei Blink-182 Travis Barker. Collaborano a questo disco anche il bassista dei Rancid Matt Freeman, Vic Ruggiero dei The Slackers, Davey Havok degli AFI e Brody Dalle dei The Distillers.
L'album e soprattutto i singoli Diamonds and Guns e D.J. D.J. ebbero discreto successo a livello commerciale, ed i relativi video vennero trasmessi anche da Mtv.

## Tracce
1. Romper Stomper
2. Tall Cans in the Air
3. D.J. D.J.
4. Diamonds and Guns
5. Quick Death
6. Sad But True
7. Weigh on My Mind
8. One Seventeen
9. California Babylon
10. We Trusted You
11. D.R.E.A.M.
12. Down in Oakland

## Componenti
- Tim Armstrong - voce e chitarra
- Rob Aston - voce
- Travis Barker - batteria
- Dave Carlock - seconda voce, chitarra, basso
- Vic Ruggiero - tastiere
- Matt Freeman - basso